# Uni (gastronomie)

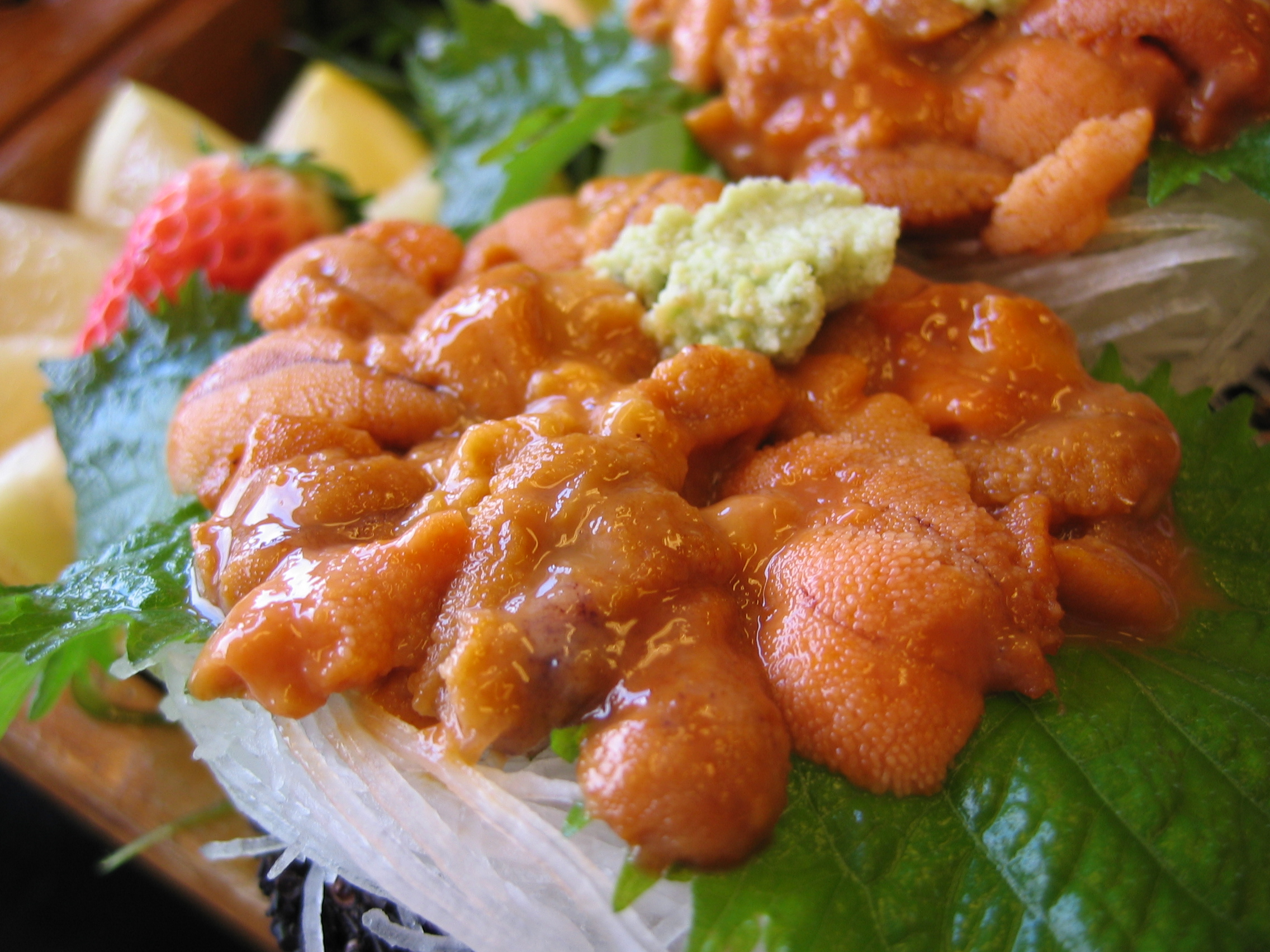
Uni avec oeufs d'oursins

L'uni (en japonais écrit : ウニ ou うに ou 雲丹) est un mets culinaire typique de la cuisine japonaise et la gastronomie japonaise fait à partir de l'intérieur d'un oursin, consommé en entier avec les gonades, le sperme (semence) et/ou les œufs des oursins. Bien qu'atypique et rare ailleurs dans le monde, ce type de préparation est très prisé au Japon, consommé dans tout l'archipel, et de plus en plus ailleurs dans le monde en raison du succès de la renommée japonaise. L'uni est considéré comme un mets délicat, de luxe et haut de gamme au Japon mais aussi dans de nombreux autres pays dans le monde.
La partie comestible de l’oursin a gagné son statut de friandise haut de gamme dans les bars à sushis au Japon et même ailleurs dans de nombreux restaurants dédiés à la gastronomie japonaise.
En raison de l'influence des Japonais qui ont poussé sa production dans les territoires conquis lors de leur expansion territoriale coloniale ce mets culinaire se retrouve aussi dans beaucoup de restaurants à Taïwan. Aux Philippines la production d'oursins a augmenté pour satisfaire la clientèle japonaise.

## Dénomination et étymologie
En japonais le terme uni signifie « oursin de mer ». Les kanji pour uni (雲丹) sont composés des caractères nuage (雲) et rouge (丹) - un lien avec l'apparence de certaines variétés d'oursins de couleur rougeâtre. Néanmoins, seuls les oursins transformés, c'est-à-dire traités thermiquement, sont généralement écrits avec des kanji. L'oursin frais lui est principalement écrit en syllabaire katakana (ウニ) au Japon, et dans certains cas, le hiragana (うに) est également utilisé. La raison pour laquelle cette différenciation est faite de cette manière n'est pas vraiment claire aujourd'hui - comme tant d'autres choses dans la langue et la culture japonaises, elle s'est développée de cette manière à un moment donné et est parfois différenciée sans règle très fixe, également un peu selon le sentiment.

## Préparation et types

### Variétés d'unis

#### Aka uni: murasaki uni et bafun uni
Il existe au Japon deux principaux types d’uni : le murasaki uni (ムラサキウニ), et le bafun uni (バフンウニ), deux variétés également connues sous le nom de aka uni , les deux différant en goût et en couleur.
Les sous-variétés sont le kita-murasaki uni (キタムラサキウニ) - consommé frais entre juin et septembre - et l'ezo-bafun uni (エゾバフンウニ) consommé entre juillet et août -, de la préfecture d'Hokkaidō, qui ont un rôle important car ces deux variétés sont considérées comme les oursins les plus savoureux servis dans la cuisine japonaise. Parmi les autres oursins consommés figurent l'aka uni (アカウニ), un type d'oursin rouge, et le shirahige uni, également connu sous le nom d'oursin blanc. En outre, les oursins importés de Californie et du Chili sont de plus en plus recherchés pour leurs saveurs particulières et deviennent de plus en plus courants au Japon.

#### Shirahige Uni
Le shirahige uni est considéré comme l'umami de l'uni au plus haut niveau. Le shirahige est un oursin très populaire aux notes umami très fortes et une certaine douceur. Ces oursins vivent dans le sud du Japon autour de la péninsule de Kii et sont la seule variété d'oursin consommée à grande échelle qui ne provient pas des eaux de l'île septentrionale d'Hokkaido.

### Préparation

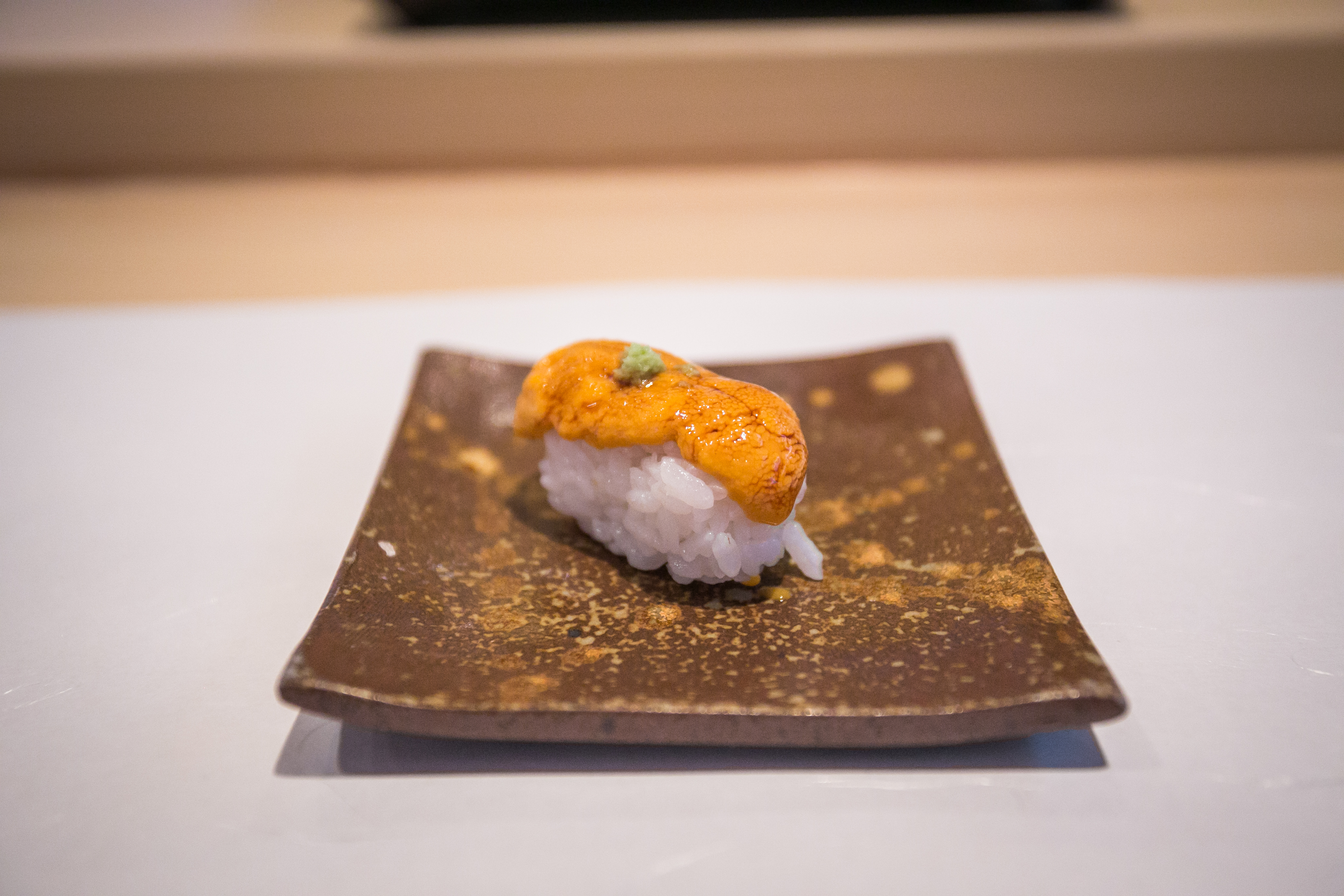
Uni en sushi

Seul un petit pourcentage parmi le millier de variétés d'oursins de mer existant dans le monde peut être consommé.
L'oursin cuisiné à la japonaise est généralement consommé cru afin de préserver toute sa saveur et ses bienfaits sur la santé, mais il est aussi consommé cuit selon certaines recettes.
Un uni de qualité doit être nécessairement être frais, pêché le plus récemment possible avant sa mise en bouche.

L'uni est un aliment complexe et sa préparation minutieuse. La fraîcheur est la clé de sa préparation. Il doit être ferme et de couleur vive sans aucun signe d’infiltration et, idéalement, encore carrelé ou entrecroisé dans son emballage d’origine. Après la récolte, il commence à fondre et sa saveur peut devenir amère et fade. Dans le meilleur des mondes, l’uni est nettoyé, glacé et expédié avant qu’il ne se gâte. Mais il peut également être traité avec des additifs, notamment de l’alun, pour le garder ferme. Ces produits chimiques peuvent contribuer à un goût désagréable si l’uni vieillit. Certains chefs de sushi, comme Otto Pham du Kyoten de Chicago, préfèrent l’uni ensui, qui est expédié dans une saumure qui imite la salinité de l’eau de mer.

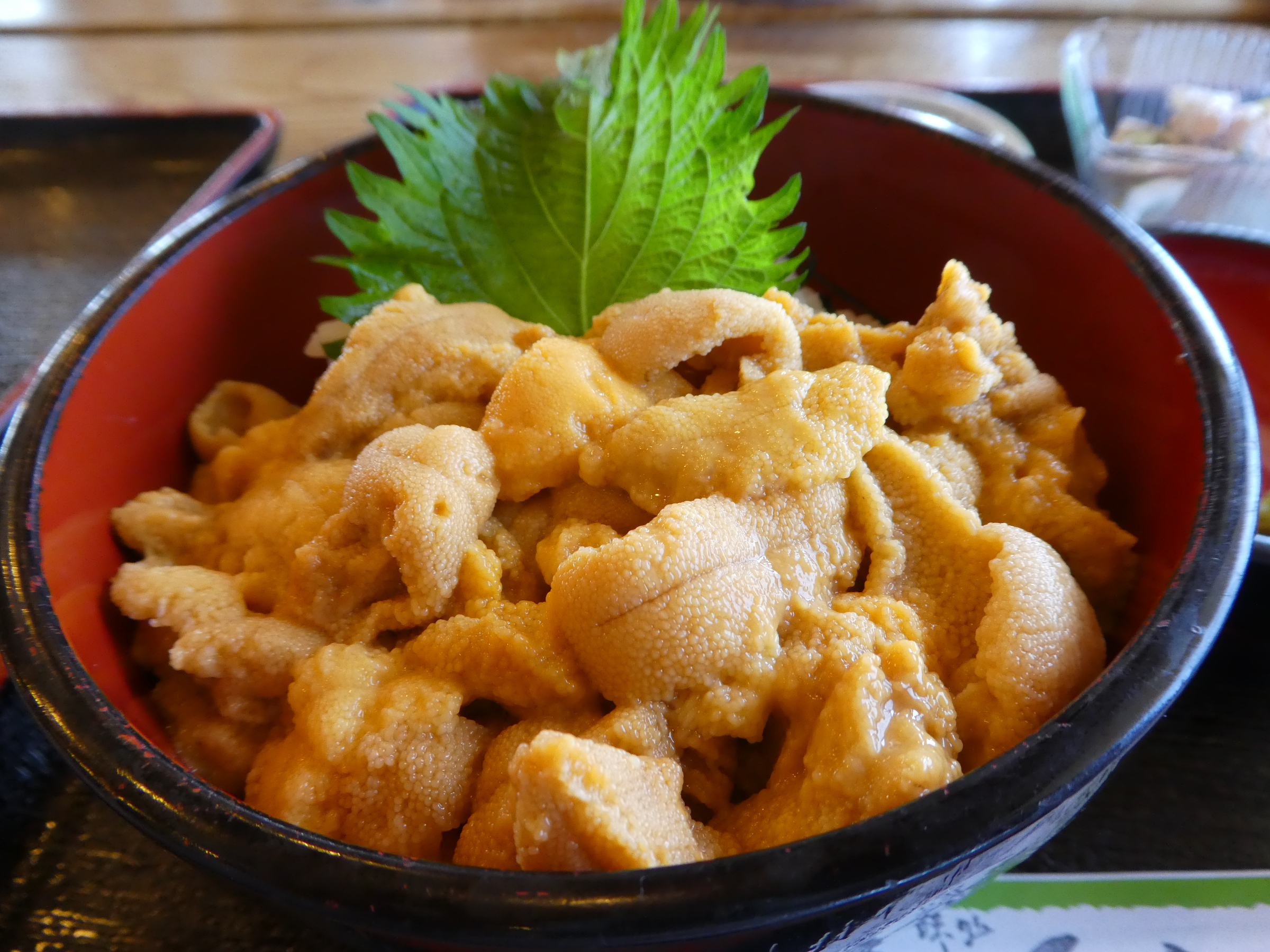
Uni don (donburi)

Il se marie bien avec le vrai beurre et peut être mélangé avec du beurre comme dans ces huîtres au barbecue avec du beurre d’uni fumé et ces pâtes mafaldine à l’encre de seiche avec du beurre d’uni. Une recette plus simple est celle des fettuccine fraîches mélangées avec du beurre et des herbes. Quelques langues d’uni pliées à la toute fin et remuées jusqu’à ce qu’elles soient chaudes permettent une autre façon d’apprécier sa saveur.
Parmi les différentes manières de préparer l'oursin au Japon on retrouve : le sushi uni & le sashimi uni, le chawanmushi uni, l'ichigo-ni uni (« potée aux fraises » à l'oursin), le wafu uni ou (pâtes italiennes japonisées à l'oursin), le donburi uni, le zosui uni.

## Goût et consistance
Sa saveur est unique et ne se trouve nulle part ailleurs. Certaines personnes le disent sucré et beurré, doté d'une saveur naturelle de beurre. Son goût est iodé. Sa texture est crémeuse et sa douceur délicate. Il est considéré comme une friandise marine. Les amateurs de l'uni disent que sa saveur évoque un « plongeon dans l’eau salée fraîche ».
Bien que difficile à décrire et difficilement comparable, l'uni est souvent comparé au goût des huîtres ou des coquilles Saint-Jacques crues. La texture de l'uni est crémeuse et semblable à une crème anglaise, avec une texture légèrement granuleuse.